# Filling His Own Shoes
Filling His Own Shoes è un film muto del 1917 diretto da Harry Beaumont e prodotto dalla Essanay di Chicago. La sceneggiatura, che si deve allo stesso regista, si basa sull'omonima novella di Henry C. Rowland pubblicata a Boston e New York nel 1916.

## Trama
William Ruggles, un giovane venditore di calzature, lascia il suo lavoro a Parigi per unirsi alle forze turche nella guerra nei Balcani. Dopo una battaglia, salva uno dei combattenti turchi, gravemente ferito. Grato, il turco, prima di morire, lascia tutti i suoi averi a William. Nell'eredità, però, è compresa anche la cura di tre ragazze appartenenti al morto, Roxana, Rosa e Bulbul. William e le tre giovani partono per Parigi. Lì, William rivede Ruth, la figlia del suo ex datore di lavoro. I due si innamorano, ma la loro relazione scatena la gelosia furibonda di Roxana, che tenta di accecare con il vetriolo la rivale. William riesce a fermarla e la ragazza poi se ne va via, dopo aver sposato un parigino. Ruth, credendo che William abbia avuto una storia con la bella turca, non vuole più vedere il giovane. William dovrà usare tutte le sue doti persuasive di venditore per riuscire a convincere Ruth di essere lei la sola e unica donna che lui ama.

## Produzione
Il film fu prodotto dalla Essanay Film Manufacturing Company (come Black Cat).

## Distribuzione
Distribuito negli Stati Uniti dalla K-E-S-E Service, il film uscì nelle sale cinematografiche l'11 giugno 1917.